# Собчак, Анатолий Александрович
Анато́лий Алекса́ндрович Собча́к (10 августа 1937, Чита, Восточно-Сибирская область, РСФСР, СССР — 19 февраля 2000, Светлогорск, Калининградская область, Россия) — советский и российский государственный и политический деятель, учёный-правовед. Мэр Санкт-Петербурга с 1991 по 1996 год. Доктор юридических наук, профессор.

## Биография

### Ранняя жизнь
Анатолий Собчак родился 10 августа 1937 года в Чите.  Дед по отцу — Антон Семёнович Собчак, обрусевший поляк, работал машинистом; бабушка — Анна Ивановна, чешка; по матери — дед Андрей Литвинов русский, бабушка украинка. Отец — Александр Антонович Собчак (1909, Коканд — 1978, Ташкент), участник Великой Отечественной войны (в РККА с ноября 1944 года, член ВКП(б), на фронте с февраля 1945 года, 18 мая 1945 года младший лейтенант Собчак награждён орденом Красной Звезды за подготовку личного состава к форсированию залива Фриш Гаф). После войны работал железнодорожным инженером. Мать — Надежда Андреевна Литвинова (1914, Коканд — 1986, Ташкент), по профессии бухгалтер.
Детство провёл в Узбекистане (Коканд, Ташкент).

### Образование
В 1956 году поступил на юридический факультет Ленинградского государственного университета.
С 1959 года, после окончания университета, по распределению работал адвокатом в Ставропольской краевой коллегии адвокатов, затем заведующим юридической консультацией в Ставропольском крае.
В 1962 году вернулся в Ленинград. Окончил аспирантуру Ленинградского государственного университета. В 1964 защитил кандидатскую диссертацию на тему «Гражданско-правовая ответственность за причинение вреда действием источника повышенной опасности». 

### Карьера
С 1965 по 1968 год преподавал в Ленинградской специальной школе милиции МВД СССР. С 1968 по 1973 год был доцентом Ленинградского технологического института целлюлозно-бумажной промышленности. В 1973 году подготовил к защите докторскую диссертацию «Правовые проблемы хозяйственного расчёта в промышленности СССР». С 1973 по 1981 год был доцентом юридического факультета ЛГУ, с 1982 года — доктором юридических наук и профессором того же факультета, где с 1985 года занимал должность заведующего кафедрой хозяйственного права.

### Политическая деятельность

#### Советский период

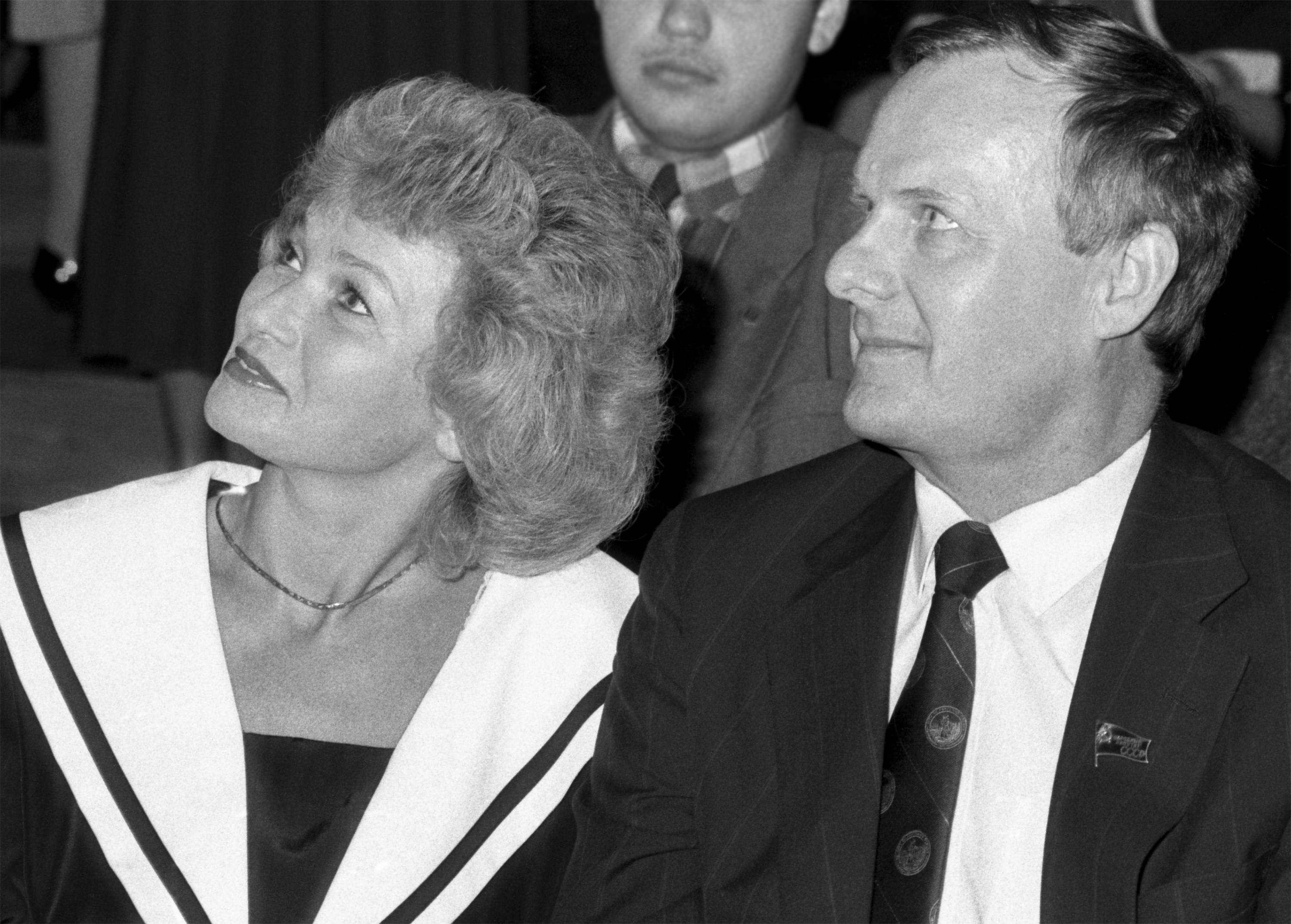
С супругой Л. Б. Нарусовой, 1990 год, автор фото: Лев Медведев

В 1988 году вступил в КПСС, в 1990 году вышел из партии.
В 1989 году, согласно книге Н. К. Сванидзе, молодой аспирант, будущий президент России, Д. А. Медведев и несколько его товарищей были его доверенными лицами, расклеивали афиши и агитировали за Собчака перед выборами народных депутатов СССР. В своём интервью телеканалу Россия-1 Медведев подтвердил, что лично расклеивал фотографии кандидата в народные депутаты СССР Собчака на улицах Ленинграда. Позднее Собчак пригласил его на работу в Ленсовет. В 1990 году в команду Собчака вошёл в то время малоизвестный помощник ректора Ленинградского государственного университета подполковник ПГУ КГБ СССР В. В. Путин.
В 1989 году избран народным депутатом СССР. На первом съезде вошёл в состав Верховного Совета СССР. Был председателем подкомитета ВС СССР по хозяйственному законодательству Комитета по законодательству, законности и правопорядку. В июне 1989 вошёл в состав Межрегиональной депутатской группы.
Входил в комиссию по расследованию тбилисских событий в апреле 1989 года. Утверждал, что при разгоне митинга силами Советской армии использовались сапёрные лопатки. Позже стал почётным гражданином города Тбилиси и Грузии.
В апреле 1990 года избран депутатом Ленсовета. 23 мая 1990 года избран председателем Ленсовета. Должность председателя Ленсовета предполагала зависимость председателя от мнения совета. Собчака как председателя Ленсовета в любую секунду могли снять те же депутаты. Поэтому депутатов убедили ввести в Ленинграде должность мэра, как в Москве. Решение о введении должности было принято с перевесом в один голос.
12 июня 1991 года Собчак избран мэром Ленинграда на выборах, проходивших одновременно с выборами президента России. Одновременно на референдуме принято решение о возвращении Ленинграду названия Санкт-Петербург. Собчак сыграл решающую роль в возвращении Санкт-Петербургу его исторического названия и впоследствии считал это своим самым значительным политическим достижением. Он с оптимизмом оценивал возможность переноса столицы новой России в Санкт-Петербург и открыто демонстрировал свои монархические симпатии. А в ноябре 1991 года Анатолием Александровичем был организован приезд в Россию великого князя Владимира Кирилловича.
В июле 1991 года выступил одним из создателей Движения демократических реформ.

#### Противодействие Августовскому путчу
Активно выступал против действий ГКЧП в августе 1991 года и фактически возглавил сопротивление путчистам в Ленинграде. Уже утром 19 августа на даче Б. Н. Ельцина в Архангельском А. А. Собчак участвовал в составлении воззвания «К гражданам России» и указа «О незаконности действий ГКЧП», подписанных Б. Н. Ельциным, затем в тот же день он прибыл в Ленинград, провёл переговоры с генералом В. Н. Самсоновым, удержавшие последнего от активных действий в поддержку ГКЧП, выступил на чрезвычайной сессии Ленсовета, а затем по ленинградскому телевидению с заявлением о незаконности действий ГКЧП и призывом к горожанам прийти на митинг 20 августа на Дворцовой площади, собравшим сотни тысяч манифестантов. Сам он также выступил на этом митинге. Благодаря этим мерам указы ГКЧП на территории Ленинграда не действовали.

#### Постсоветский период
Положение Собчака в качестве «первого лица» города отнюдь не было бесспорным. Искренняя приверженность к демократии сочеталась в нём с тягой к авторитарным методам руководства, что приводило к бесконечным конфликтам с местной законодательной властью. Собчак был большим любителем ораторствовать и представительствовать. Ещё в 1992 году высказывался про «симбиоз партноменклатуры и националистов» на Украине.
А. А. Собчак активно участвовал в процессе создания новой Конституции России. По решению политсовета Российского движения демократических реформ он руководил написанием одного из её альтернативных вариантов, который он представил совместно с С. С. Алексеевым в 1992 году. Его дочь К. А. Собчак и некоторые политики (В. Л. Шейнис, В. И. Матвиенко) называли его одним из основных авторов проекта действующей Конституции РФ.
В октябре 1993 года возглавил федеральный список кандидатов в Государственную Думу от Российского движения демократических реформ. На выборах 12 декабря 1993 года блок не набрал необходимого для прохождения в Госдуму количества голосов. Антон Антонов-Овсеенко в рецензии на книгу «Битлы перестройки» отмечал:
Анатолий Александрович жаловался на своего пресс-секретаря Муравьёву, которая находилась в подчинении и получала зарплату у него как у губернатора, но на всех углах его же и ругала.
По свидетельству политолога и общественного деятеля Б. Л. Вишневского, именно Собчак добился того, что был разогнан Ленсовет 21-го созыва. Он был избран в 1990 году и распущен 21 декабря 1993 года указом № 2252 Б. Н. Ельцина после того как выступил против указа Президента РФ № 1400 о прекращении деятельности Съезда народных депутатов и Верховного Совета РФ.
С 1994 года Анатолий Собчак был председателем правительства Санкт-Петербурга.

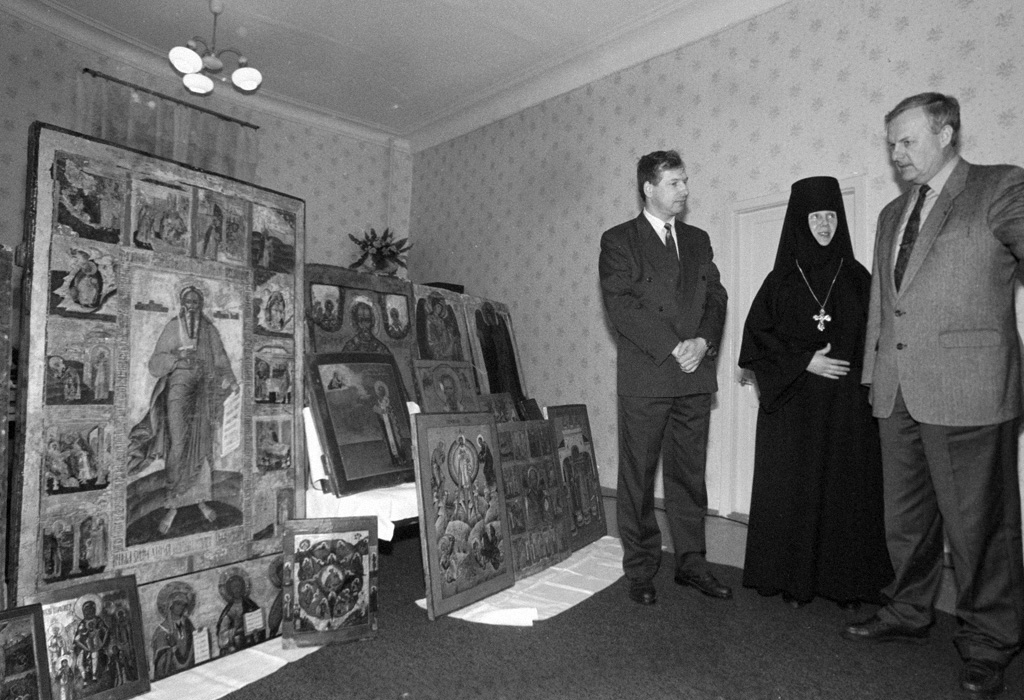
А. Собчак (справа) и начальник Петербургского управления ФСБ В. Черкесов (слева) передают иконы, изъятые у контрабандистов, игуменье Свято-Иоанновского Патриаршего женского монастыря Серафиме (в центре), 1995 год

Сергей Станкевич убеждал Собчака выдвинуться на пост президента России на выборах 1996 года, однако «ближе к декабрю 1995 года он (Собчак) окончательно отказался от этой идеи, о чём сообщил вполне категорично… у них была на эту тему личная беседа с Ельциным, в ходе которой Собчак понял: Ельцин пойдёт на второй срок, несмотря ни на что». Именно из-за этого, утверждает Станкевич, «в начале 1996 года против Собчака была развязана беспрецедентная по масштабам и затратам травля со стороны тех сил».
Как вспоминала дочь Собчака Ксения:

В декабре 1995 года началась кампания по дискредитации Собчака, которая продолжалась почти до самой смерти папы. Формальным поводом для преследований послужило распределение квартир в отремонтированном доме в центре Санкт-Петербурга. Эта история подробно описана в его книге «Дюжина ножей в спину». Самое активное участие в травле отца приняли бывший генпрокурор Юрий Скуратов, а также Коржаков, Сосковец, Барсуков, Куликов. Это была борьба московской ельцинской команды с Питером и конкретно с моим отцом, в лице которого видели одного из претендентов на президентский пост… говорили, что после ухода Ельцина Собчак является одним из явных фаворитов на пост главы государства.
В 1996 по должности являлся членом Совета Федерации Федерального собрания Российской Федерации от Санкт-Петербурга.
В феврале 1996 года вступил в Петербургское отделение движения «Наш дом — Россия».
2 июня 1996 года проиграл выборы губернатора Санкт-Петербурга своему заместителю Владимиру Яковлеву. Официально главой предвыборного штаба Собчака был В. В. Путин, хотя фактически избирательной кампанией руководили разные люди.

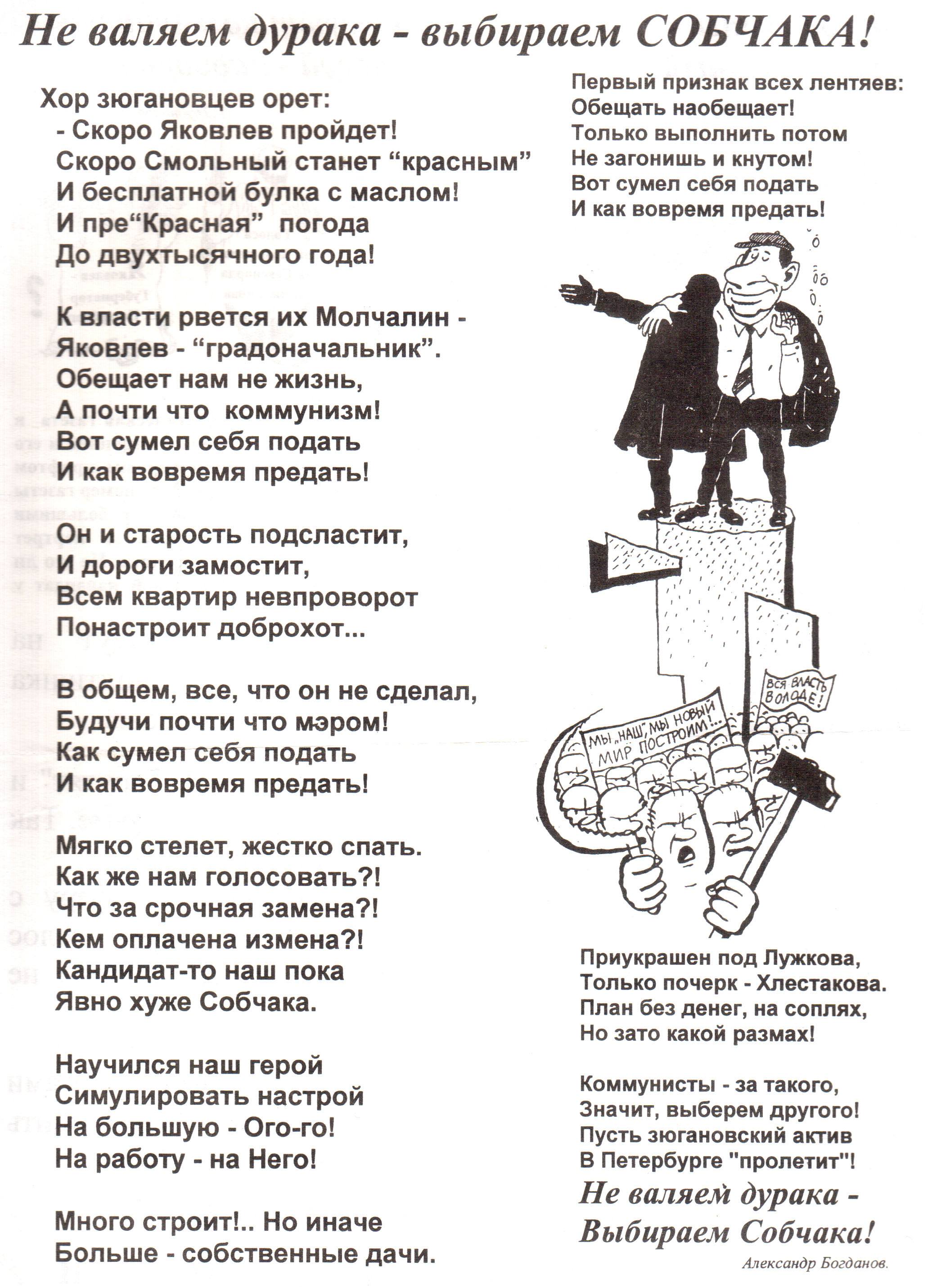
Агитационная листовка на выборах губернатора Санкт-Петербурга (1996 г.)

3 октября 1997 года был привлечён Генеральной прокуратурой в качестве свидетеля по делу о коррупции в органах власти Санкт-Петербурга.  7 ноября 1997 года при содействии В. В. Путина и Г. Н. Тимченко покинул территорию России на финском санитарном самолёте и прибыл во Францию для лечения в американском госпитале в Париже. По информации первого заместителя Генерального прокурора РФ Э. Якубовского, 2 сентября 1998 г.  в отношении Собчака было возбуждено уголовное дело сразу по двум статьям: 170.2 УК  — «злоупотребление служебным положением при отягчающих обстоятельствах» и 290.4 пункт «г» — «получение взятки при отягчающих обстоятельствах. Проживал в Париже до 12 июля 1999 года. Читал лекции в Сорбонне и других французских университетах. 10 ноября 1999 года уголовное дело против Собчака было прекращено за отсутствием состава преступления. Собчак принял решение вернуться на политическую сцену и поставил себе задачу победить на следующих губернаторских выборах.
21 декабря 1999 года проиграл выборы в депутаты Госдумы кандидату от «Яблока» Петру Шелищу (18,51 %), заняв второе место и набрав 16,64 % голосов. В том же году объявил, что принял решение участвовать в выборах губернатора Санкт-Петербурга.
14 февраля 2000 года был назначен доверенным лицом кандидата в президенты Российской Федерации В. В. Путина. Агитируя за Путина, сказал ему: «Володя, только не бронзовей». Тогда же возглавил Политический консультативный совет демократических партий и движений Петербурга. Умер во время поездки в Калининградскую область, предпринятой в рамках предвыборной кампании.

Состоял членом первого состава попечительского совета Европейского университета в Санкт-Петербурге.

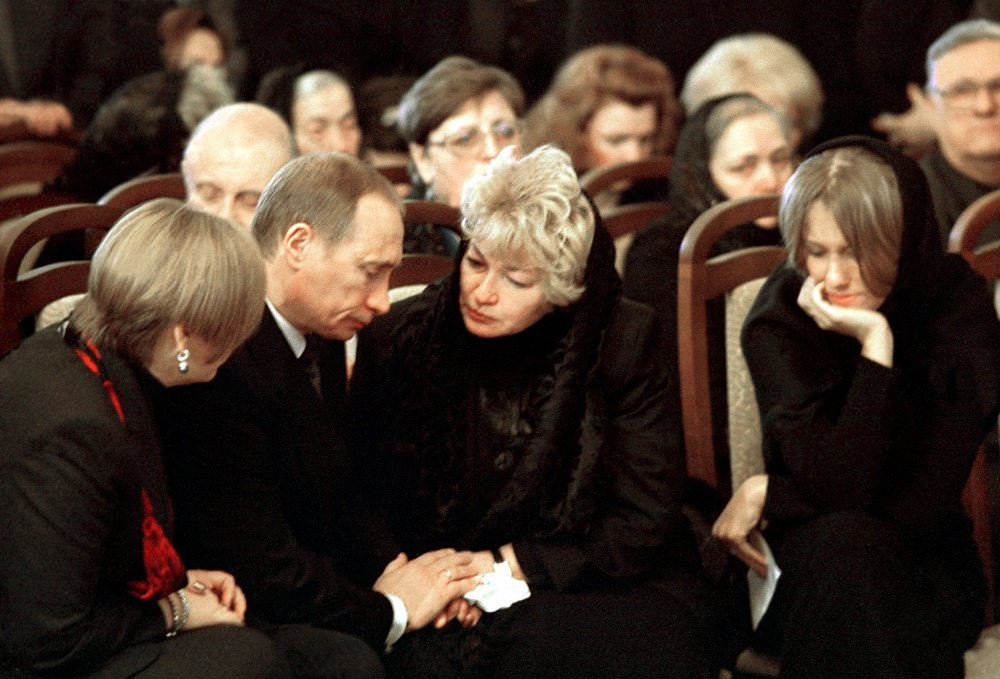
Похороны. Путины (слева), вдова Л. Нарусова и дочь К. Собчак (справа)

### Смерть
Скончался в ночь с 19 на 20 февраля 2000 года в гостинице «Русь» в Светлогорске (Калининградская область). Согласно официальному заключению, причина смерти — острая сердечная недостаточность. Немедленно появились слухи об убийстве, ввиду того, что Собчак «слишком много знал». Во время похорон Собчака в Санкт-Петербурге 24 февраля, как сообщалось, готовилось покушение на Путина в момент его выступления, но оно было сорвано.
6 мая прокуратурой Калининградской области было возбуждено уголовное дело по факту убийства (отравления). Вскрытие, проведённое в Санкт-Петербурге, констатировало отсутствие как алкоголя, так и отравляющих веществ. 4 августа Калининградская прокуратура прекратила дело.
Людмилой Нарусовой была проведена независимая экспертиза. По её словам, Собчак умер не от инфаркта. «Рубцы на сердце были старые, от того инфаркта, который он перенёс в 97-м году», — сказала она в интервью. Она утверждала, что знает причину остановки сердца, но не может её раскрыть. По версии Ольги Романовой, это было убийство.

## Семья

Могила Анатолия Собчака

Первая жена (1959—1980) — Нонна Степановна Гандзюк (род. 1935) — выпускница ЛГПИ им. А. И. Герцена. Дочь — Мария Собчак (род. 1965) — юрист, внук — Глеб Собчак (род. 1983) — выпускник юридического факультета СПбГУ, юрист.
Вторая жена (с 1980 года) — Людмила Борисовна Нарусова. Дочь — Ксения Собчак (род. 1981). Внук — Платон Виторган-Собчак (род. 2016).

## Награды и звания
- Юбилейная медаль «300 лет Российскому флоту» (1996)
- Благодарность Президента Российской Федерации (14 августа 1995 года) — за активное участие в подготовке и проведении празднования 50-летия Победы в Великой Отечественной войне 1941—1945 годов[36]
- Благодарность Президента Российской Федерации (5 июня 1996 года) — за большой вклад в проведение демократических реформ, укрепление и развитие российской государственности[37]
- Орден РПЦ святого благоверного князя Даниила Московского I степени
- Императорский Орден Святого Благоверного Князя Александра Невского (2002, посмертно; семейная награда «Романовых»)
- Медаль «Благодарность» Нагорно-Карабахской Республики (2002, присуждена посмертно)
- Орден Белого креста Всемирной конфедерации рыцарей
- Серебряный Олимпийский орден Международного олимпийского комитета (1995)
- Почётный гражданин Санкт-Петербурга (2010, посмертно)[38]
- Почётный доктор права Портлендского университета (Орегон, США, 1990)
- Почётный доктор права Санкт-Петербургского (Флорида, США) университета (1991)
- Почётный доктор права университета Мачерата (Италия, 1992)
- Почётный доктор политических наук Генуэзского университета (Италия, 1992)
- Почётный доктор в области гуманитарных наук университета Оклахома-Сити (1993)
- Почётный доктор области гуманитарных наук Таусонского университета (Балтимор, США, 1993)
- Почётный доктор права Санкт-Петербургского юридического института МВД России.
- Почётный профессор университета Бордо I (Франция)
- Почётный профессор Восточно-Европейского института психоанализа (Санкт-Петербург, Россия).
- Лауреат премии Фонда Миттерана «Memoria» (Франция, 1991)
- Лауреат премии Национального демократического института имени А. Гарримана (США, Вашингтон, 1992)
- Лауреат премии имени Д. Фулбрайта Национального юридического центра при университете имени Дж. Вашингтона (Вашингтон, США, 1992)
- Международная Леонардо-премия 1996 г.[39]
- Лауреат Премии имени Галины Старовойтовой (2000, присуждена посмертно)
- Лауреат Царскосельской художественной премии (2001, присуждена посмертно)[40]
- Лауреат Международной премии за развитие и укрепление гуманитарных связей в странах Балтийского региона «Балтийская звезда» (2005, присуждена посмертно)[41]
- Золотая медаль города Дубровник (Хорватия, 1991)
- Золотая медаль города Флоренции (Италия, 1991)
- Почётный гражданин города Тбилиси (Грузия, 1991)
- Почётный гражданин города Индианаполис (США, 1992)
- Почётный гражданин штата Мэриленд (США, 1993)
- Почётный гражданин штата Оклахома (США, 1994)
- Почётный гражданин Грузии (1995)
- Действительный член Санкт-Петербургской инженерной академии (по отделению экономических и правовых наук) (1992)
- Действительный член Международной Академии информатизации (Москва, 1995)
- Почётный член Санкт-Петербургского союза инженерных обществ (1992)
- Медаль Юрия Гагарина (1996)
- Медаль имени адмирала М. П. Лазарева (1996)

## Память

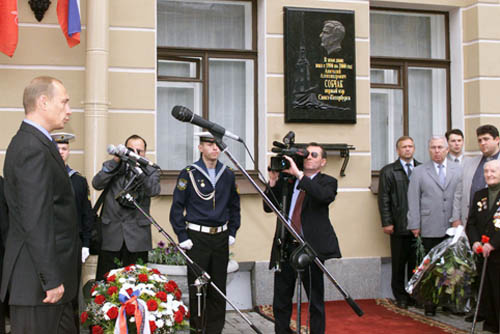
В. В. Путин на открытии мемориальной доски

Памятник в Санкт-Петербурге

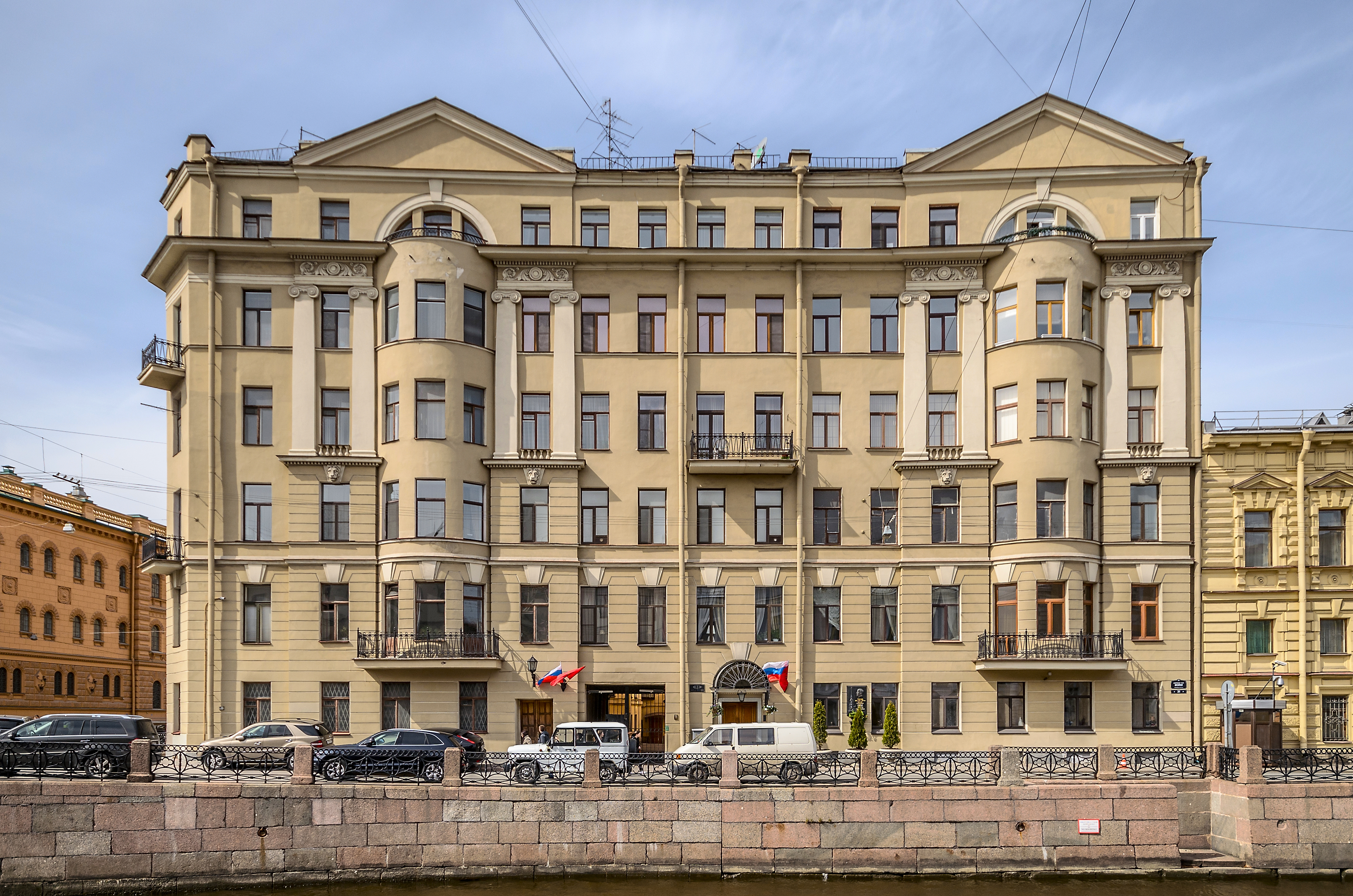
Набережная реки Мойки, дом 31

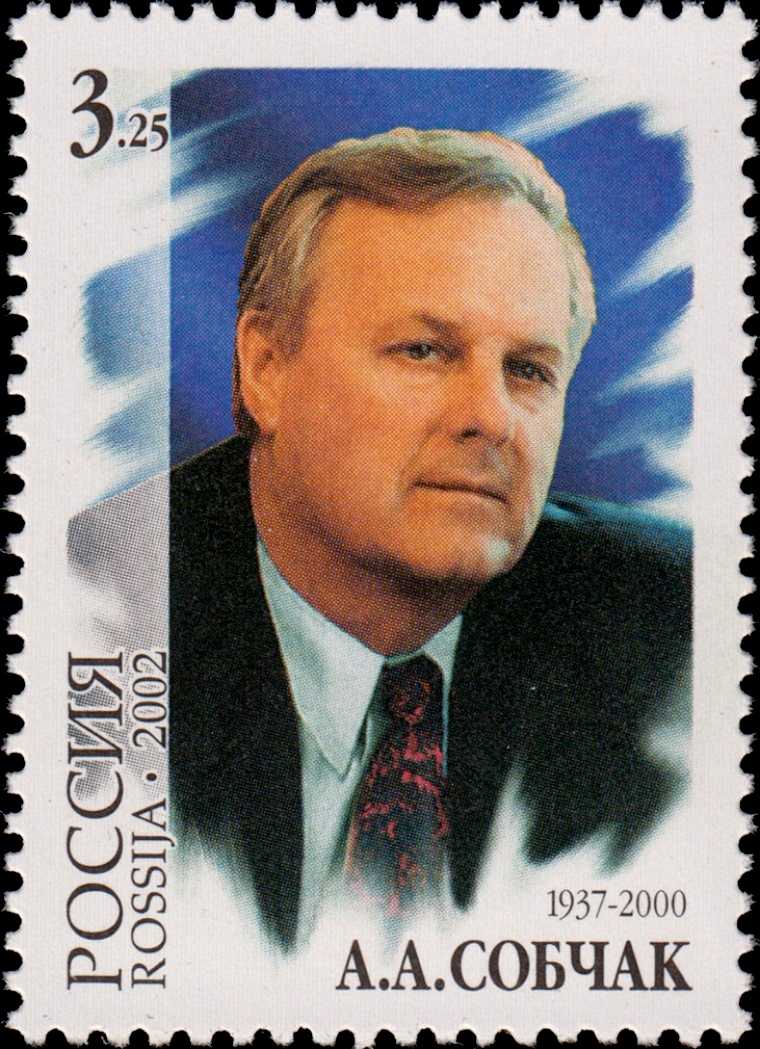
Почтовая марка, посвящённая 65-летию со дня рождения Анатолия Собчака

- На могиле А. А. Собчака на Никольском кладбище Александро-Невской Лавры установлен памятник, созданный скульптором Михаилом Шемякиным.
- 23 февраля 2002 года Президент России Владимир Путин подписал Указ[42], в котором правительству поручено, начиная с 2002 года, учредить 10 персональных стипендий имени Собчака для студентов юридических факультетов государственных университетов и других образовательных учреждений высшего профессионального образования, имеющих государственную аккредитацию, а также определить порядок присуждения указанных стипендий на конкурсной основе[43]. Правительство Российской Федерации утвердило «Правила назначения персональных стипендий имени А. А. Собчака»[44].
- 18 февраля 2002 года исполняющий обязанности губернатора Санкт-Петербурга Ю. В. Антонов подписал постановление «Об увековечении памяти А. А. Собчака»[45]. Согласно этому постановлению, были установлены две мемориальные доски — по месту работы профессора до его избрания мэром (В. О., 22-я линия, д. 7, здание юридического факультета СПбГУ), а также по последнему месту его жительства (наб. р. Мойки, д. 31). Комитет по градостроительству и архитектуре совместно с Комитетом по государственному контролю, использованию и охране памятников истории и культуры при участии Фонда имени А. А. Собчака определили место установки в Санкт-Петербурге бюста (помимо надгробного, в 2006 году открыт памятник на Большом проспекте Васильевского острова[46]), а топонимическая комиссия определила один из безымянных скверов города для присвоения ему имени бывшего мэра[47] (им стала площадь перед ДК им. С. М. Кирова[48]). Этим же постановлением было удовлетворено ходатайство Балтийской коллегии адвокатов о присвоении ей имени Собчака, как первого её президента.
- 2002 год — выходят в свет почтовая марка и конверт, посвящённые 65-летию со дня рождения первого мэра Санкт-Петербурга Анатолия Собчака[49]. При этом выпуск был произведён с прямым нарушением Положения о знаках почтовой оплаты и специальных почтовых штемпелях РФ. Пункт 2.1.2. положения гласит, что выдающиеся государственные деятели, деятели науки и культуры, искусства могут быть изображены на знаках почтовой оплаты РФ не ранее, чем через 10 лет после кончины и к юбилеям со дня рождения, кратным 25. Филателисты России данный выпуск восприняли с негативом.
- Июнь 2002 года — Президент России Владимир Путин открыл мемориальную доску первому мэру Петербурга Анатолию Собчаку. Доска установлена на доме номер 31 по набережной реки Мойки. На ней написано: «В этом доме с 1990 по 2000 год жил Анатолий Собчак — первый мэр Санкт-Петербурга». Профиль Собчака, выполненный из бронзы, размещён на фоне силуэта Петропавловской крепости[50].
- 30 августа 2002 года — на юридическом факультете Санкт-Петербургского государственного университета была открыта мемориальная доска профессору Анатолию Собчаку. В церемонии открытия приняли участие Председатель Совета Федерации Федерального Собрания Российской Федерации Сергей Миронов, председатель Законодательного собрания Санкт-Петербурга Сергей Тарасов, генеральный секретарь МПА СНГ Михаил Кротов, ректор СПбГУ Людмила Вербицкая, первый заместитель Руководителя Администрации Президента Российской Федерации Дмитрий Медведев, деканы юридического и философского факультетов Николай Кропачев и Юрий Солонин. Барельеф Анатолия Собчака на мемориальной доске выполнен скульптором Светланой Серебряковой, которая также является автором мемориальной доски Собчаку, установленной по адресу набережная реки Мойки, 31[51].
- 28 марта 2004 года — Президент Грузии Михаил Саакашвили издал распоряжение № 260 «О мероприятиях по увековечению памяти Анатолия Собчака», в котором предписывалось установить памятник А. Собчаку и назвать его именем улицу в г. Тбилиси[52].
- 9 апреля 2004 года — Михаил Саакашвили открывает памятник А. А. Собчаку в парке им. 9 апреля в Тбилиси[53].
- 2005 год — в Санкт-Петербурге площадь перед ДК им. С. М. Кирова получила имя площадь Собчака[48]. Ещё в 2000 году питерское отделение «Союза правых сил» предложило идею увековечения памяти бывшего мэра города путём переименования одной из улиц и установления памятной таблички в доме на Мойке, где политик жил последние годы. Первым с этим призывом выступил Юрий Гладков, депутат Заксобрания Санкт-Петербурга[54].
- 12 июня 2006 года Президент Российской Федерации В. В. Путин открыл памятник А. А. Собчаку (скульптор — Иван Корнеев, архитектор Вячеслав Бухаев[55]) на Большом проспекте Васильевского острова в Санкт-Петербурге[46][56].
- 10 августа 2007 года прошли памятные мероприятия, связанные с 70-летием со дня рождения политика. К памятнику были возложены венки от Президента Российской Федерации, Председателя Совета Федерации, губернатора северной столицы, председателя ЗакСа и других[57].
- 20 февраля 2010 года — 10 лет со дня смерти первого мэра Санкт-Петербурга. В городе прошли памятные мероприятия в честь Анатолия Собчака. На могилу политика возложил букет бордовых роз глава государства Дмитрий Медведев[58].
- В 2018 году Верой Кричевской снят фильм «Дело Собчака», посвящённый жизни и карьере А. А. Собчака. Лента представляет собой серию интервью с участниками событий, в том числе с президентом России Владимиром Путиным[59].
- 19 февраля 2020 года в Большом зале Санкт-Петербургской академической филармонии имени Д. Д. Шостаковича прошёл концерт памяти[60].
- Персональные стипендии имени Анатолия Собчака учреждены для студентов государственных университетов Российской Федерации[61].
- С 20 февраля 2020 года имя А. А. Собчака носит Международный банковский институт.
- Один из залов Музея становления демократии в современной России носит имя А. А. Собчака. Ему посвящён и один из залов Музея.
- 19 февраля 2020 года к памятнику на Васильевском острове цветы возложили Президент России Владимир Путин, губернатор Санкт-Петербурга Александр Беглов, заместитель руководителя Администрации президента Дмитрий Козак, глава Счётной палаты Алексей Кудрин, руководитель Сбербанка Герман Греф.

## Критика деятельности на посту мэра
- По утверждению Марины Салье (в 1990—1993 годах была депутатом Ленсовета), обращение Собчака по телевидению во время августовского путча сыграло положительную роль, но больше никаких активных действий по противодействию ГКЧП он не предпринимал, покинув Мариинский дворец в ночь с 20 на 21 августа 1991 года[62].
- Салье также утверждала, что 20 августа Собчак исказил Указ Президента РСФСР № 68 «О назначении командующего Ленинградским Военным Округом» (вместо Самсонова назначался вице-мэр, контр-адмирал В. Н. Щербаков)[прим. 2]. По словам Салье, зачитывая указ 20 августа на чрезвычайной совместной сессии Ленсовета и Леноблсовета, Собчак изменил формулировку, указав не существовавшую на тот момент должность «Главного военного начальника Ленинграда и Ленинградской области», и тем самым воспрепятствовал смещению Самсонова[63].
- Депутат Ленсовета Галина Спица выразила сомнение, что именно Собчак остановил танки, шедшие на город во время путча ГКЧП[64]:

Я не верю в такие совпадения: якобы он договорился, чтобы танки развернули, именно в тот момент, когда мы, депутаты Ленсовета, встретились с руководителями колонны военной техники и поговорили с ними.

- Согласно составленному под руководством Марины Салье отчёту депутатской группы Городского Совета Санкт-Петербурга по вопросу реализации комитетом внешних связей при мэре Санкт-Петербурга квот на сырьё и материалы под бартерные поставки продовольствия в город в январе-феврале 1992 года, проводимые под руководством председателя комитета по внешним связям мэрии Санкт-Петербурга Владимира Путина, в результате этих сделок городскому бюджету был причинён ущерб более чем на 100 миллионов долларов, и депутатская группа потребовала увольнения Путина с занимаемой должности с возбуждением уголовного дела. Итоговый отчёт группы был одобрен и поддержан решением Малого Совета Петросовета во главе с Александром Беляевым. Марина Салье, по её словам, обратилась также за содействием к начальнику контрольного управления администрации президента РФ Юрию Болдыреву, который заинтересовался материалами, но вскоре был уволен. Мэр Санкт-Петербурга Анатолий Собчак выполнить рекомендации комиссии Петросовета отказался, а дело было остановлено[65][66].
- Мария Певчих считает, что «проблема Собчака — образ жизни. Он был прообразом всего того, что мы сегодня представляем, когда слышим «депутат», «министр» или «единоросс». Собчак выглядел как самый холеный, самый благополучный человек в городе. Светские выходы, гламурная жена, которая шокировала всех своими нарядами. Конечно, это раздражало, как это могло не раздражать? Собчак и Нарусова были не в лиге чиновников, они были элитой, бомондом. Приемы, тусовки в обществе супермоделей»[67].

## Современники о Собчаке
- «Человек, который многое сделал для страны, причём в самый тяжёлый период. Он выражал идеи, созвучные надеждам и мыслям миллионов людей. И сочетал в себе профессионализм юриста и смелость новатора» (из выступления на открытии памятника А. А. Собчаку 12 июня 2006 года)[60]).
- «Он преподавал право не как систему знаний, а как систему человеческих ценностей»[68]
В. В. Путин, Президент Российской Федерации, Почётный гражданин Санкт-Петербурга.
- «Собчак пережил ту же драму, которую пережили многие демократы. Он относился к демократической волне, сыгравшей положительную роль, но потом они оказались обманутыми, выброшенными. Он стремился достойно возглавить Ленинград, защищал проекты, но не всегда у него получалось. Но это связано с системой, функционирующей у нас. Мне кажется, она его и вытолкнула. Время его депутатства, по-моему, звёздный час Собчака. Особенно запомнились его гражданское мужество, колоссальное чувство ответственности при разрешении ситуации, последствий и всего происшедшего в Тбилиси. Он тогда возглавлял комиссию Верховного Совета СССР».
 М. С. Горбачёв, Президент СССР.
- «Мы гордились, когда после долгих лет безвременья наш город возглавил интеллигентный, многосторонне образованный человек. Мы гордились тем, что он — такой. Мы надеялись, что вместе с ним Петербург станет наконец настоящим европейским городом, а не придатком к военно-промышленному комплексу, Череповцом с дворцами. Мы мечтали об этом. Таких людей, как Собчак, мало. Теперь его нет. Неужели наша мечта так и не осуществится?» 
О. В. Басилашвили, народный артист СССР.
- «Оказывается, он был нужен, оказывается, мы его любили. Его жизнь была несправедливо трудной последнее время».
 Д. А. Гранин, Герой Социалистического Труда, Почётный гражданин Санкт-Петербурга.
- «Это была яркая личность, безусловно, может быть, в чём-то неоднозначная, у него, может быть, было больше противников, оппонентов, чем друзей. …Во многом благодаря усилиям Анатолия Собчака Петербург остался, наверное, одним из немногих городов, которые наименее болезненно перенесли ситуацию, связанную с реформированием экономики. …Команда, которую собрал тогда Собчак, — Владимир Путин, Анатолий Чубайс, Алексей Кудрин, Герман Греф, Дмитрий Козак — это те, кого мы сегодня называем российской элитой. …Ещё одно качество Анатолия Александровича я хотел бы отметить: он мог проигрывать, но он никогда не предавал тех, с кем работал вместе, и на костях своих друзей к власти не рвался». 
С. В. Степашин, Председатель Счётной Палаты Российской Федерации.
- «Я наблюдал за Анатолием Александровичем с самого начала его политической карьеры, когда шли выборы народных депутатов СССР и всех, кто участвовал в выборах, мы в клубе „Перестройка“ и в движении „Демократический выбор“ пригласили выступить. Собчак вышел на сцену, произнёс замечательную речь, сказал, что хочет доказать: простой, никем не поддерживаемый профессор университета может на выборах на равных соперничать со слесарем-судосборщиком, — и вызвал этой речью шквал аплодисментов. Прекрасно помню его по Ленсовету… К глубокому сожалению, при всех заслугах Анатолия Александровича (он, конечно, был яркой, выдающейся личностью), мнение его о демократизме сильно преувеличено. Он был политиком вполне авторитарного склада, для которого демократические ценности были инструментом вхождения во власть, но дальше они стали ему только мешать. Именно Собчак добился того, что был разогнан Ленсовет 21-го созыва — лучший из Советов в России, избранных в 1990 году». 
Б. Л. Вишневский, политолог, публицист, общественный деятель, депутат Законодательного Собрания Санкт-Петербурга.
- «Анатолий Александрович Собчак был очень противоречивой фигурой. Он навсегда останется в истории нашего города, и останется совершенно заслуженно, потому что он действительно пытался сделать из Петербурга северную столицу и европейскую столицу России. Одновременно с этим — конечно, сейчас, может быть, не имеет смысла об этом говорить, — мы сталкивались с массовыми нарушениями закона в области, например, использования городской собственности, с пренебрежением к различного рода интересам жителей и, вообще говоря, к городскому хозяйству, что и привело к его переизбранию. Мы не выступали на стороне Анатолия Собчака в 1996 году, когда он был переизбран с поста мэра. Мы, я имею в виду наша партия, имели тогда в городском парламенте примерно треть голосов в Малом совете Ленсовета. По сути, с городской администрацией у нас не было серьёзных противоречий. За исключением одного: постоянное нарушение закона со стороны Анатолия Александровича. Поэтому вот такая история. И за, и против. Из песни слова не выкинешь». 
И. Ю. Артемьев, глава ФАС России.
- «Говорят, всё сказанное не исчезает, но витает где-то в околоземном пространстве. Представляете, каково словам Собчака-91 встречаться там со словами Собчака-94?»
Юрий Поляков, писатель[69].
- «Анатолий Александрович был в самом расцвете сил, полным энергии и замыслов. Его кончина стала неожиданным и тяжёлым известием. Мы очень сочувствуем его вдове Людмиле Борисовне Нарусовой, дочерям, всем его близким. Тяжёлая утрата… Я и мои питерские коллеги по „Яблоку“ с Собчаком далеко не всегда соглашались, но мы всегда его уважали за яркую индивидуальность, точное слово, острый ум. И мы понимали, что такие люди, как он, являлись двигателями демократических реформ. В этом отношении мы испытывали большое уважение к Собчаку. В его судьбе, в его личности сконцентрировались и надежды, и разочарования миллионов людей, для которых он был символом демократии». 
А. В. Шишлов, Уполномоченный по правам человека в Санкт-Петербурге.
- «Анатолий Александрович, безусловно, был неординарным и чрезвычайно талантливым человеком. Далеко не во всём наши позиции совпадали. Более того, я даже выступал против его распоряжений как мэра Санкт-Петербурга на судебных процессах. Тем не менее, о всяком человеке следует судить, в первую очередь по тому, что он сделал, а уже потом — по тому, что он мог, но не сделал… Характерный пример. Собчак явился той фигурой, которая смогла преодолеть трёхмесячный кризис с избранием Председателя Ленсовета в 1990 г. Он возглавил Совет и дальше процесс пошёл. И сегодня Петербургское Законодательное собрание не может избрать председателя. А такой фигуры, которая могла бы, как Собчак весной 1990 года, консолидировать наш законодательный орган и направить его деятельность в нормальное русло, нет…» 
С. А. Попов, депутат Государственной думы второго, третьего и четвёртого созывов.
- «Я был начальником комиссии по распределению жилплощади при Ленсовете и столкнулся с Собчаком по роду своей деятельности. Во-первых, став председателем Ленсовета, он дал указание Горжилобмену подобрать себе квартиру в центре города — и получил жильё намного больше, чем ему положено по закону. А во-вторых, после избрания мэром создал коррупционную схему: по его распоряжению Жилкомитет должен был отдавать фонду „Горжилобмен“ новое жильё в объёме „не менее“ определённого значения. По сути, можно было отдать хоть всё. А в Положении о Горжилобмене значилось, что поступившее жильё используется для решения ряда достойных задач (расселение коммуналок, улучшение условий ветеранов и т. д.), а также „для решения других социальных проблем“. То есть, по сути, как будет угодно распорядителям фонда. С тех пор очередь на жильё в Петербурге не сдвинулась ни на одного человека. Это только то, с чем я столкнулся — знаю, что коррупционные схемы существовали у Собчака и во многих других сферах. Так что Анатолия Александровича можно считать родоначальником современной российской коррупции — ведь именно отсюда вышли многие руководители страны, работавшие ранее под его началом».
В. С. Калугин, депутат Ленсовета в 1990—1991 году, начальник Горжилуправления в 1991 году.
- «Собчак вошёл в историю России, заканчивая политическую карьеру в городе проигрышем выборов 1996 года, которые в конечном итоге привели к президентскому креслу Владимира Путина. Если бы команда Собчака не проиграла в 1996-м, то Владимир Путин, скорее всего, в 2000-м не стал бы президентом России. Так или иначе, начало федеральной карьеры Путина и конец петербургской карьеры Собчака оказались сцеплены воедино. Собчак был первым руководителем нашего города при новом режиме, и он внёс в жизнь Петербурга вклад, который невозможно будет проигнорировать и забыть. Он выполнил ту работу, которую должен был выполнить первый градоначальник Петербурга в новой политическо-экономической системе. Собчак старался сделать эту работу как умел, у него явно многое не получилось, но я считаю, что его заслуги не могут быть забыты». 
 С. Г. Шелин, политолог, журналист, член Санкт-Петербургского союза журналистов.
- «…его [В. В. Путина] начальник [Собчак] был человек горячий. И в какую-то минуту он, конечно, озверел от всего того хамства, которое я устраивал. А это были 1990-е годы, когда любой вопрос можно было решить с необыкновенной простотой. И тогда у начальника нашёлся хороший советник, который объяснил ему, что этого нельзя делать, и сделал всё, чтобы это не произошло. <…> Дело не в том, что Собчак. Человека может убить кто угодно. И разговоры про какую-то там сакральность или несакральность жертв, убийств — давайте будем вести где-нибудь на страницах журнала «Работница» или «Вопросы философии». Это были годы, когда со всех сторон к впечатлительным интеллигентам, оказавшимся во власти, со всех сторон тянулись руки с маузерами, предлагавшие с удивительной лёгкостью решить любой вопрос". 
 А. Г. Невзоров, журналист, советник генерального директора «Первого канала»[70].

## Сочинения
- Собчак А. А., Иванов А. П. Внутрипроизводственный хозрасчёт на целлюлозно-бумажных предприятиях. — М., 1971.
- Собчак А. А. Внутрипроизводственный хозрасчёт в промышленности. — М.: Юридическая литература, 1972.
- Собчак А. А., Иванов А. П. Материальное поощрение работников целлюлозно-бумажной промышленности в новых условиях хозяйствования. — М.: 1973.
- Собчак А. А., Иванов А. П. Организация оплаты труда, материального и морального стимулирования. — М., 1974.
- Собчак А. А. Режим экономии и хозяйственный расчёт. — М., 1974.
- Собчак А. А. Правовые проблемы хозрасчёта. — Л., 1980.
- Собчак А. А. Правовое регулирование хозяйственной деятельности. — Л., 1981.
- Собчак А. А., Смирнов В. Т. Общее учение о деликтных обязательствах в советском гражданском праве. — Л., 1983.
- Собчак А. А. Формула хозрасчёта — семь «само». — Л.: Лениздат, 1988.
- Собчак А. А. Хождение во власть. — Рассказ о рождении парламента. — М.: Новости, 1991. — 272 с. — 300 000 экз. — ISBN 5-7020-0411-6.
- Собчак А. А. Хождение во власть. — Л.: Час пик, 1991. — 270 с. — 200 000 экз.
- Собчак А. А. Хождение во власть. — 2-е изд., доп. — М.: Новости, 1991. — 286 с. — 50 000 экз.
- Собчак А. А. Тбилисский излом, или Кровавое воскресенье 1989 года. — М.: Сретение, 1993. — ISBN 5-88214-007-2.
- Собчак А. А. Жила-была коммунистическая партия. — СПб.: Лениздат, 1995. — ISBN 5-289-01850-6.
- Собчак А. А. Дюжина ножей в спину. — Поучительная история о российских политических нравах. — М.: Вагриус, Петро-Ньюс, 1999. — ISBN 5-264-00162-6.
- Собчак А. А. Из Ленинграда в Петербург: путешествие во времени и пространстве. — СПб.: Контрфорс, 1999. — ISBN 5-900001-02-4.
- Собчак А. А. Сталин. Личное дело. — М.: Эксмо, 2014. — ISBN 978-5-699-65982-1.

## фильмы
Анатолий Собчак стал персонажем документального сериала Фонда борьбы с коррупцией под названием «Предатели», который вышел на экраны в 2024 году.
В польском художественном фильме «Путин» (2025) в роли Собчака Марек Каспржик.